# Aaron Blair
Pour les articles homonymes, voir Blair.
Aaron Daniel Blair (né le 26 mai 1992 à Las Vegas, Nevada, États-Unis) est un lanceur droitier qui a joué pour les Braves d'Atlanta de 2016 et 2017 dans la Ligue majeure de baseball.

## Carrière
Aaron Blair est d'abord repêché par les Astros de Houston au 21e tour de sélection en 2010,, mais il ignore l'offre pour plutôt rejoindre les Thundering Herd de l'université Marshall. Blair est le 36e athlète sélectionné au total lors du repêchage amateur de 2013, où il est l'un des choix de première ronde des Diamondbacks de l'Arizona. À la signature d'une premier contrat professionnel avec les Diamondbacks, Blair perçoit une prime de 1,435 million de dollars.
Au début 2015, Blair apparaît au 40e rang de la liste annuelle des 100 meilleurs joueurs d'avenir dressée par Baseball America, et occupe la 60e position un an plus tard.
Aaron Blair fait partie de l'équipe des États-Unis qui remporte la médaille d'argent en baseball masculin aux Jeux panaméricains de 2015 à Toronto. Le 13 juillet 2015, il est le lanceur gagnant après une performance de deux points accordés en 5 manches comme lanceur partant des Américains dans une victoire de 5-3 sur la Colombie en ronde préliminaire de la compétition.
Au niveau professionnel, il partage la saison 2015 entre le club-école de niveau Double-A des Diamondbacks à Mobile et le club Triple-A de Reno. Il maintient une moyenne de points mérités de 3,31 en 160 manches et un tiers lancées au total lors de cette saison et est nommé lanceur de ligues mineures de l'année 2015 dans l'organisation des Diamondbacks de l'Arizona.

### Braves d'Atlanta
Le 9 décembre 2015, Aaron Blair passe aux Braves d'Atlanta dans un échange de joueurs largement critiqué comme mauvais pour les Diamondbacks. Ces derniers transfèrent aux Braves Blair, le voltigeur Ender Inciarte, mais surtout le tout premier athlète repêché en 2015, le prometteur joueur d'arrêt-court Dansby Swanson, et obtiennent en retour le lanceur droitier Shelby Miller et le lanceur gaucher Gabe Speier.
Aaron Blair fait ses débuts dans le baseball majeur avec Atlanta le 24 avril 2016 et connaît une difficile saison recrue. Il est rétrogradé aux mineures à la fin août alors qu'il montre une moyenne de points mérités de 8,23 à ses 12 premiers départs. Il est de retour avec les Braves pour trois autres parties en fin d'année et conclut la saison 2016 avec deux victoires, 7 défaites, et une moyenne de points mérités de 7,59 en 70 manches lancées lors de 15 matchs comme lanceur partant pour Atlanta. Il commence la saison de baseball 2017 dans les mineures avec les Braves de Gwinnett.